# 巴赫曼尼苏丹国
巴赫曼尼苏丹國（1347年-1518年 泰卢固语：బహుమనీ సామ్రాజ్యము）بہمانی سلطانت)是处于印度德干高原的古代苏丹国。
1347年，阿富汗君主阿拉丁·哈桑·巴赫曼沙阿摆脱了德里蘇丹國的束缚，建都古尔伯加。1425年移都比德尔。1518年巴赫曼尼苏丹國的统治瓦解，取而代之的是五个独立的苏丹國，所谓的德干苏丹國：比德尔、比贾布尔、艾哈邁德訥格爾、貝拉爾以及戈爾康達。五个苏丹國纷争不休，战乱不断。最后莫卧儿帝国入侵，各苏丹國逐一沦陷。